# سانتو دومینگو پوئبلو (نیومکزیکو)
سانتو دومینگو پوئبلو(به انگلیسی: Santo Domingo Pueblo) شهری در ایالت نیومکزیکو کشور ایالات متحده آمریکا است که جمعیت آن در سرشماری سال ۲۰۱۰ میلادی، ۲٬۴۵۶ نفر بوده‌است.